# كورت بالو
كورت بالو (بالإنجليزية: Kurt Ballou)‏ هو موسيقي ومنتج أسطوانات وملحن ومهندس الصوت ومهندس وعازف قيثارة أمريكي، ولد في 1 فبراير 1974 في ماساتشوستس في الولايات المتحدة.

## وصلات خارجية
- كورت بالو على موقع ميوزك برينز (الإنجليزية)
- كورت بالو على موقع أول ميوزيك (الإنجليزية)
- كورت بالو على موقع ديسكوغز (الإنجليزية)